# مارتن وينيك
مارتن وينيك (بالألمانية: Martin Weinek)‏ (مولود في 1964) هو ممثل نمساوي؛ وهو معروف بدوره في السلسلة التليفزيونية Inspector Rex؛ كما أنه ينتج النبيذ في النمسا.
درس وينيك الدراما من عام 1983 إلى 1986. وفي عام 1986 مثل دور في مسرحية على مسرح فيينا.
وفي عام 1987 مثل في مهرجان ريكلينغهاوسين تحت إشراف جورح ميتيندرين.

## أعماله
- 1989: كالافتي جو (مسلسل تلفزيوني)
- 1999-2004، 2008: إنسبكتور ريكس (مفتش ريكس)
- 2004: سيلينتيوم Silentium
- 2005: غرينزفيركير Grenzverkehr
- 2006:أونتر فايسين سيغلين Unter weißen Segeln
- 2007:دي روسينهايم-كوبس Die Rosenheim-Cops

## وصلات خارجية
- مارتن وينيك على موقع IMDb (الإنجليزية)
- مارتن وينيك على موقع روتن توميتوز (الإنجليزية)
- مارتن وينيك على موقع ألو سيني (الفرنسية)
- مارتن وينيك على موقع قاعدة بيانات الفيلم (الإنجليزية)
- مارتن وينيك على موقع كينوبويسك (الروسية)